# Svartbacktjärnen
Svartbacktjärnen är en sjö i Strömsunds kommun i Jämtland och ingår i Ångermanälvens huvudavrinningsområde. Sjön har en area på 0,0882 kvadratkilometer och ligger 566 meter över havet. Svartbacktjärnen ligger i Gråberget-Hotagsfjällen Natura 2000-område.

## Delavrinningsområde
Svartbacktjärnen ingår i det delavrinningsområde (713109-142872) som SMHI kallar för Mynnar i Hällingsån. Medelhöjden är 676 meter över havet och ytan är 10,59 kvadratkilometer. Det finns inga avrinningsområden uppströms utan avrinningsområdet är högsta punkten. Vattendraget som avvattnar avrinningsområdet har biflödesordning 4, vilket innebär att vattnet flödar genom totalt 4 vattendrag innan det når havet efter 306 kilometer. Avrinningsområdet består mestadels av skog (65 procent) och sankmarker (29 procent). Avrinningsområdet har 0,09 kvadratkilometer vattenytor vilket ger det en sjöprocent på 0,8 procent.